# Dave Gibbons
Dave Gibbons (Egyesült Királyság, 1949. április 14. –) brit képregényrajzoló, író. Legismertebb Alan Moore-ral való közös munkái között szerepel a Watchmen című tizenkét részes minisorozat és Az ember, akinek mindene megvolt című Superman-történet.

## Magyarul
- Watchmen. Az őrzők, 1-3.; szöveg Alan Moore, rajz Dave Gibbons, ford., szerk., jegyz. Bárány Ferenc; Cartaphilus, Bp., 2008